# بلاتو (مركبة فضائية)
العبورات الكوكبية وتذبذبات النجوم (بلاتو) هي تلسكوب فضائي قيد التطوير من قبل وكالة الفضاء الأوروبية بهدف إطلاقه في العام 2026. تتمثل أهداف المهمة في البحث عن العبورات الكوكبية بجانب ما يصل إلى مليون نجم، بالإضافة إلى اكتشاف وتوصيف الكواكب الصخرية خارج المجموعة الشمسية والتي تدور حول الأقزام الصفراء (مثل شمسنا)، والنجوم أشباه العملاقة، والأقزام الحمراء. يقع التركيز في هذه المهمة على الكواكب الشبيهة بالأرض في المنطقة الصالحة للسكن والتي تدور حول نجوم شبيهة بالشمس، حيث يمكن أن يوجد الماء في حالته السائلة. تمثل هذه المهمة ثالث مهمة من الدرجة المتوسطة ضمن برنامج وكالة الفضاء الأوروبية «الرؤية الكونية»، وقد سُمّي على اسم الفيلسوف اليوناني المؤثر أفلاطون (بلاتو باللغة اليونانية)، وهو الشخصية المؤسسة للفلسفة والعلوم والرياضيات الغربية. يتمثل الهدف الثاني لهذه المهمة بدراسة التذبذبات النجمية أو النشاط الزلزالي في النجوم لقياس الكتل النجمية، والتطور النجمي، بالإضافة إلى إمكانية التوصيف الدقيق للنجوم المضيفة للكواكب، بما في ذلك عمرها.

## نبذة تاريخية
يُعتبر بلاتو أول اقتراح لفريق العلماء في وكالة الفضاء الأوروبية في عام 2007 استجابةً لطلب برنامج الرؤية الكونية 2015-2025 الخاص بوكالة الفضاء الأوروبية. اكتملت مرحلة التقييم خلال العام 2009، ودخلت المهمة في مايو عام 2010 مرحلة التعريف. بعد الاستدعاء من أجل المهمات في يوليو عام 2010، اختارت وكالة الفضاء الأوروبية في فبراير عام 2011 أربعة مرشحين لمهمة من الدرجة المتوسطة (مهمة إم 3) من أجل إتاحة الفرصة لإطلاقها في عام 2024. أُعلن عن اختيار المهمة بلاتو في 19 فبراير عام 2014 لتكون المهمة العلمية من الدرجة المتوسطة، ولكي تُنفّذ كجزء من برنامج «الرؤية الكونية» الخاص بالوكالة. شملت الأفكار الأخرى المنافسة التي دُرست المهمات الأربع المرشحة، وهي مرصد توصيف الكواكب الخارجية (إيكو)، والمرصد الكبير للتسجيل بأشعة إكس (لوفت)، وماركو بولو-آر، وإس تي إي-كويست.
اختارت وكالة الفضاء الأوروبية في يناير عام 2015 تاليس ألينيا سبيس، وإيرباص للدفاع والفضاء، وَأو إتش بي سيستم إيه جي، لإجراء ثلاث دراسات متوازية للمرحلة بي 1 لتحديد جوانب النظام والنظام الفرعي لبلاتو، والتي تم الانتهاء منها عام 2016. تبنت وكالة الفضاء الأوروبية في 20 يونيو عام 2017 المهمة بلاتو ضمن برنامج العلوم، وهذا ما يعني إمكانية انتقال المهمة من مرحلة التخطيط إلى مرحلة البناء. سيكون مطلوبًا من الصناعة في الأشهر المقبلة القيام بالمحاولات لتزويد منصة المركبة الفضائية بالتجهيزات.
يرأس الائتلاف التجاري المسؤول عن الحمولة والمساهمات الرئيسية في العمليات العلمية  لمهمة بلاتو البروفيسور هايكي راور من معهد البحث الكوكبي في مركز الطيران والفضاء الألماني. صمم فريق دولي من إيطاليا وسويسرا والسويد، بالتنسيق مع روبيرتو راغازوني من المرصد الفلكي في بادوفا التابع للمعهد الوطني للفيزياء الفلكية (آي إن إيه إف) الوحدات البصرية للتلسكوب. تموّل كل من وكالة الفضاء الإيطالية، ومكتب الفضاء السويسري، وهيئة الفضاء الوطنية السويدية، عملية تطوير الوحدات البصرية للتلسكوب.
إن كلمة بلاتو (أفلاطون) هي اختصار، لكنها اسم فيلسوف أيضًا من العصر اليوناني الكلاسيكي. بحث أفلاطون (بلاتو باليونانية) (428-348 قبل الميلاد) عن القانون الفيزيائي لحساب مدارات الكواكب (النجوم الشاردة)، وكان قادرًا على إشباع حاجة الفيلسوف إلى «التوحيد» و«الانتظام».

## الهدف
يتمثل الهدف بتحديد الكواكب الخارجية الأرضية (الصخرية) التي تدور حول نجوم من نوع الشمس في المنطقة الصالحة للسكن، وتوصيف خصائص حجمها اللازمة لتحديد صلاحيتها للسكن. ولتحقيق هذا الهدف، يجب على المهمة أن تقوم بالأمور التالية:
- استكشاف وتوصيف العديد من الأنظمة الكوكبية الخارجية، بالإضافة إلى تحديد نصف قطر كل كوكب بدقة تصل إلى 3%، وتحديد عمر النجم بدقة تصل إلى 10%، وتحديد كتلة الكوكب بدقة تصل إلى 10% (تُقاس الكتلة عن طريق مجموعة قياسات السرعة الشعاعية بالاعتماد على تلسكوبات أرضية).
- تحديد وتوصيف الكواكب بحجم الأرض وكواكب الأراضي الهائلة الموجودة في المنطقة الصالحة للسكن وتدور حول نجوم من نوع الشمس.
- اكتشاف العديد من الأنظمة الكوكبية الخارجية وتوصيفها ودراسة هيكلياتها النموذجية، والاعتماد على خصائص نجومها المضيفة وبيئتها.
- قياس التذبذب النجمي من أجل دراسة التركيب الداخلي للنجوم وكيفية تطورها مع الزمن.
- تحديد أهداف جيدة من أجل القياسات الطيفية والبحث في الأغلفة الجوية للكواكب الخارجية.

سيكون تلسكوب بلاتو مختلفًا عن التلسكوبين كوروت وكبلر، لأنه سيدرس النجوم البراقة بشكل نسبي (بقدر ظاهري أو مقدار لمعان يتراوح بين 4 و11)، ما يقود إلى تحديد المزيد من الباراميترات (المعاملات) الكوكبية بشكل أكثر دقة، وتسهيل التأكد من الكواكب وقياس كتلها باستخدام قياسات السرعة الشعاعية المتتابعة بالاعتماد على التلسكوبات الأرضية. وسيعمل لوقت أطول من تلسكوب ناسا تي إي إس إس، ما سيجعله أكثر حساسية للكواكب ذات الفترات المدارية الأطول.

## البصريات
تعتمد حمولة بلاتو على أسلوب التلسكوبات المتعددة، إذ تتضمن 26 كاميرا بالمجمل:  مجموعة من 24 كاميرا «عادية» مقسمة إلى أربع فئات، ومجموعة من كاميرتين «سريعتين» لأجل النجوم البراقة. تعمل الكاميرات الأربع والعشرون بوتيرة عرض للقراءات تبلغ 25 ثانية، وتراقب النجوم الأقل خفوتًا من قدر ظاهري (مقدار لمعان) يساوي 8. تعمل الكاميرتان السريعتان بوتيرة تساوي 2.5 ثانية لرصد النجوم التي يتراوح قدرها الظاهري بين 4 و8. الكاميرات هي تلسكوبات عاكسة تستخدم ست عدسات، وتمتلك كل كاميرا مجال رؤية يبلغ 1.100 درجة مربعة، ويبلغ قطر العدسات 120 ميليمتر. تُجهز كل كاميرا بمصفوفة تحديق سي سي دي تتألف من أربع شرائح سي سي دي بأبعاد 4510 × 4510 بيكسل.
رُتبت الكاميرات الأربع والعشرون في أربع مجموعات، إذ تملك كل ست كاميرات خط نظر ذا إزاحة تبلغ 9.2 درجة عن المحور +ZPLM. يسمح هذا الترتيب الخاص بمسح مجال رؤية بشكل لحظي يبلغ نحو 2.250 درجة مربعة لكل نقطة. سيدور المرصد الفضائي حول خط النظر الرئيسي مرة كل عام، محققًا مسحًا مستمرًا لنفس المنطقة من السماء.

## الإطلاق
من المخطط إطلاق هذا المرصد الفضائي في عام 2026 إلى نقطة لاغرانج إل 2 بين الأرض والشمس.

## موعد نشر البيانات
ستُنشر البيانات الفوتومترية علنيًا (بما في ذلك المنحنيات الضوئية)، بالإضافة إلى النواتج العلمية عالية المستوى، كل ربع عام بعد الإطلاق بستة أشهر وعلى ألا تتجاوز العام بعد نهاية فترة التفعيل. ستُعالج البيانات كل ربع عام لأنها المدة التي تأخذها المركبة الفضائية بين كل دوران وآخر بزاوية 90 درجة. بالنسبة لأرصاد الربع الأول من العام، فسيتطلب تفعيل البيانات وتحديث قناة المعلومات ستة أشهر. ستكون هنالك حاجة فقط لثلاثة أشهر في الأرباع اللاحقة. سيُحاط عدد قليل من النجوم (لا يتجاوز 2,000 من أصل 250,000) بحالة من الخصوصية، ما يعني أنه لن يتمكن من الوصول إلى بياناتها إلا أعضاء ائتلاف مهمة بلاتو لفترة زمنية معينة. ستُختار هذه النجوم باستخدام أرصاد أول ثلاثة أشهر من بلاتو لكل مجال تصوير. تقتصر فترة الملكية على 6 أشهر بعد الانتهاء من الأرصاد الأرضية أو نهاية مرحلة الأرشفة للمهمة (تاريخ الإطلاق + 7.5 عام)، أيهما يأتي أولًا.